# Ostrów (Zgierz)
Pour les articles homonymes, voir Ostrów.
Ostrów est une localité polonaise de la gmina et du powiat de Zgierz en voïvodie de Łódź.